# Carnaci kősorok

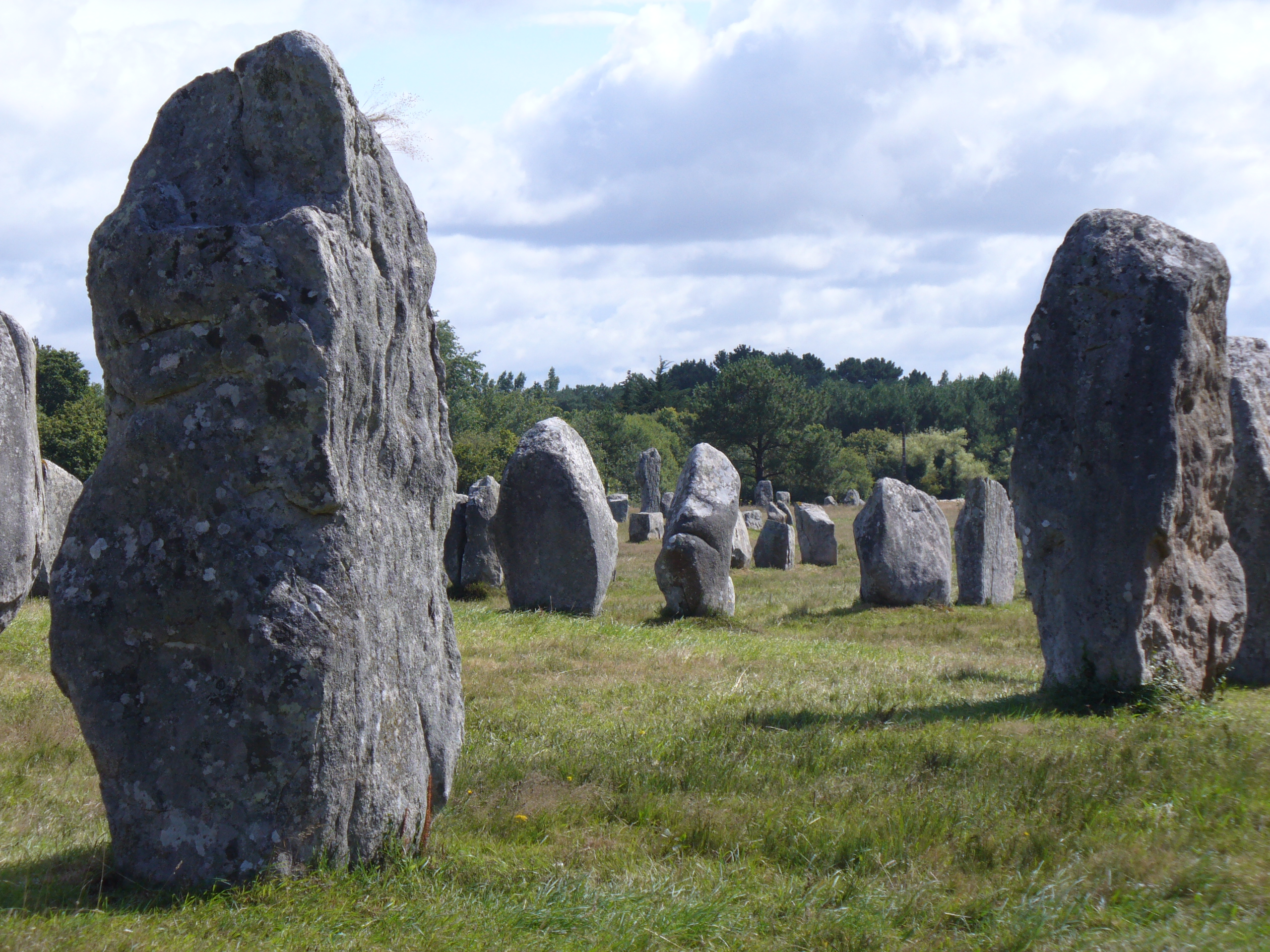
A La Menec mező részlete

A carnaci kősorokat i. e. 40. század körül emelték Franciaországban, Bretagne-ban, a mai Carnac közelében. Bretagne területén számos történelem előtti időkből származó menhir, kőkör és kősor maradt fenn. Ezek közül a legjelentősebb a Carnac melletti három nagy mező: Le Menec két körbezárt területtel és tizenegy kősorral, a Kermario mező két megalitsírral és Kerlescan egy körbezárt területtel és tizenhárom kősorral. Az utóbbihoz északon egy Petit Menec nevű kisebb mező tartozik nyolc kősorral, amelyek bár többször megszakadnak, egészen a Chrac folyóig követhetők.
A kermariói kősor a nyári napforduló napfelkeltéjének irányát adja meg, a kerlescani a tavaszi napéjegyenlőségét. A  la menec-i kősor egy közbenső napkelteiránynak, a május hatodikainak és az augusztus nyolcadikainak felel meg. Ebből következik, hogy a kősorok csillagászati megfigyelések alapján emelt építményeknek tekinthetők. Egyes elméletek szerint a kőkörök bekerítettségük miatt elzárt, szent területként funkcionáltak, míg a kősorok voltak a hozzájuk vezető szent utak, amelyeken feltehetően ünnepi menetek vonultak.
A kövek nyersanyagát, a gránitot helyben bányászták, a menhirek egy részét messzebbről szállították ide, és mindegyik részére kőágyat készítettek. A breton megalitműveltségnek ez a szakasza csak néhány évszázadig tartott, mindenféle városi civilizáció nélkül, hiszen a kultúra népei földművesek és hajósok voltak. 
A kor fölmérői kiemelkedő munkát végeztek, ugyanis modern segédeszközök nélkül kellett meglehetős pontossággal meghatározni a párhuzamos kősorok irányát nagy távolságokon át, egyes részeken dombokon és völgyeken keresztül. A csillagászati irányok és a kősorok közötti szoros összefüggés nem lehet véletlen, egészen a középkorig nem volt olyan jelentősebb építmény, amelyet tervszerűtlenül helyeztek el a tájban.
A helyszín 2025-en felkerült az UNESCO világörökség listájára.

## Kutatástörténet, ásatások, állagmegóvás

### 18. század

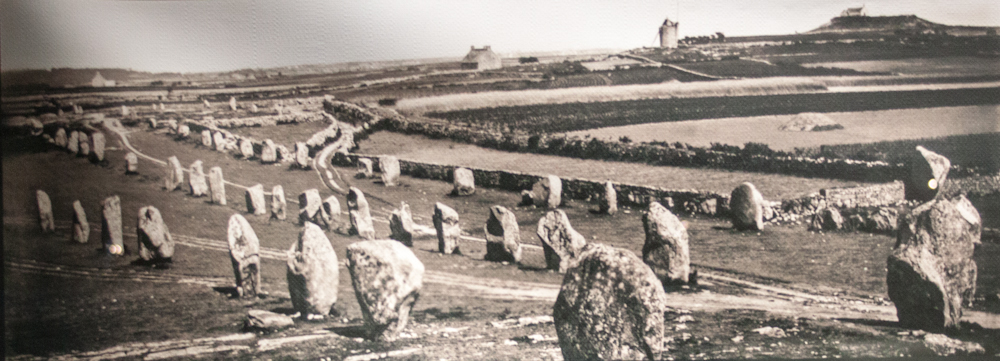
A carnaci kősorok, háttérben a Tumulus Saint-Michel, 1862 körül készült fényképen

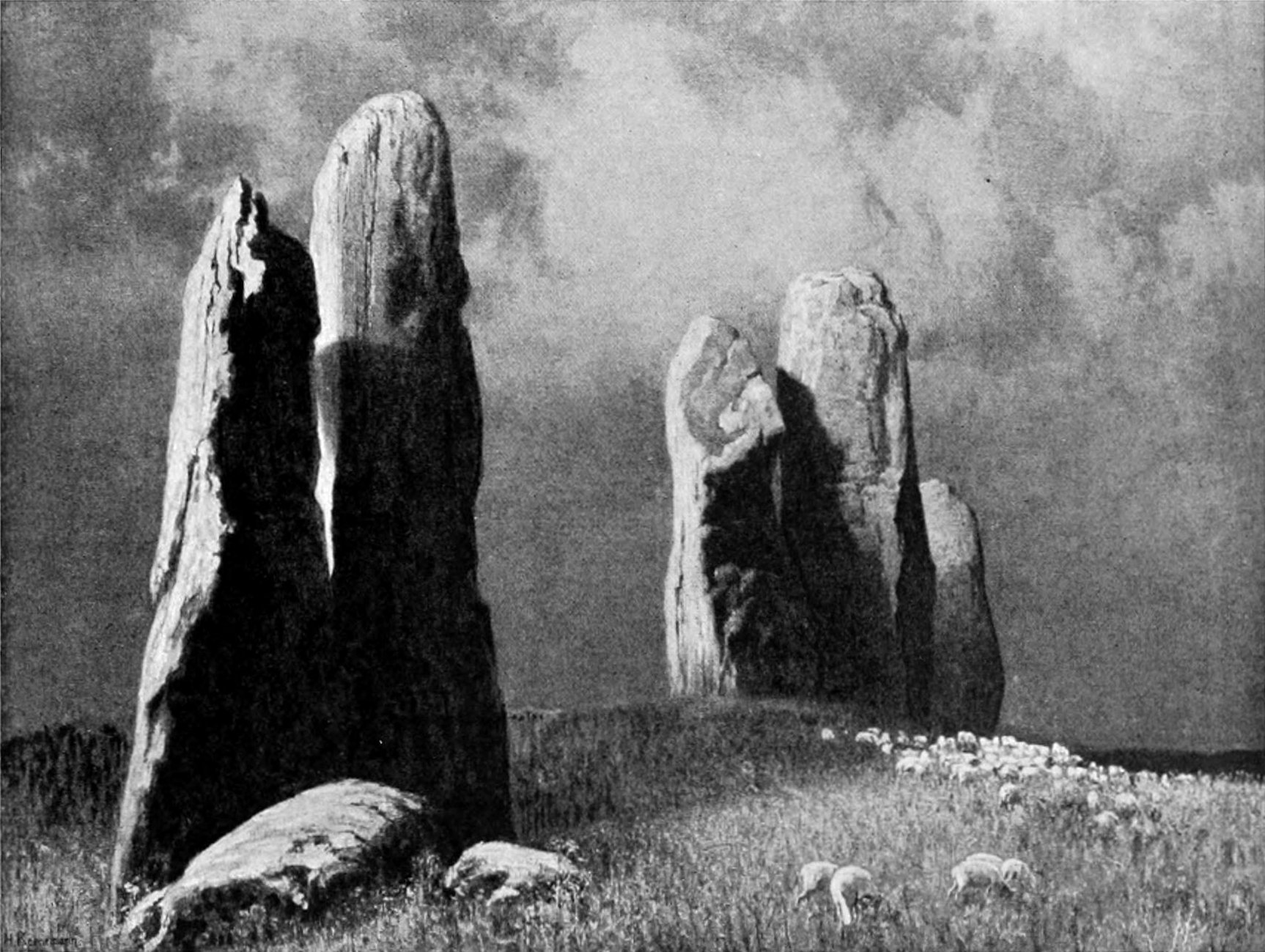
Carnaci menhirek Hermann Koenemann (1871-1934) festményén

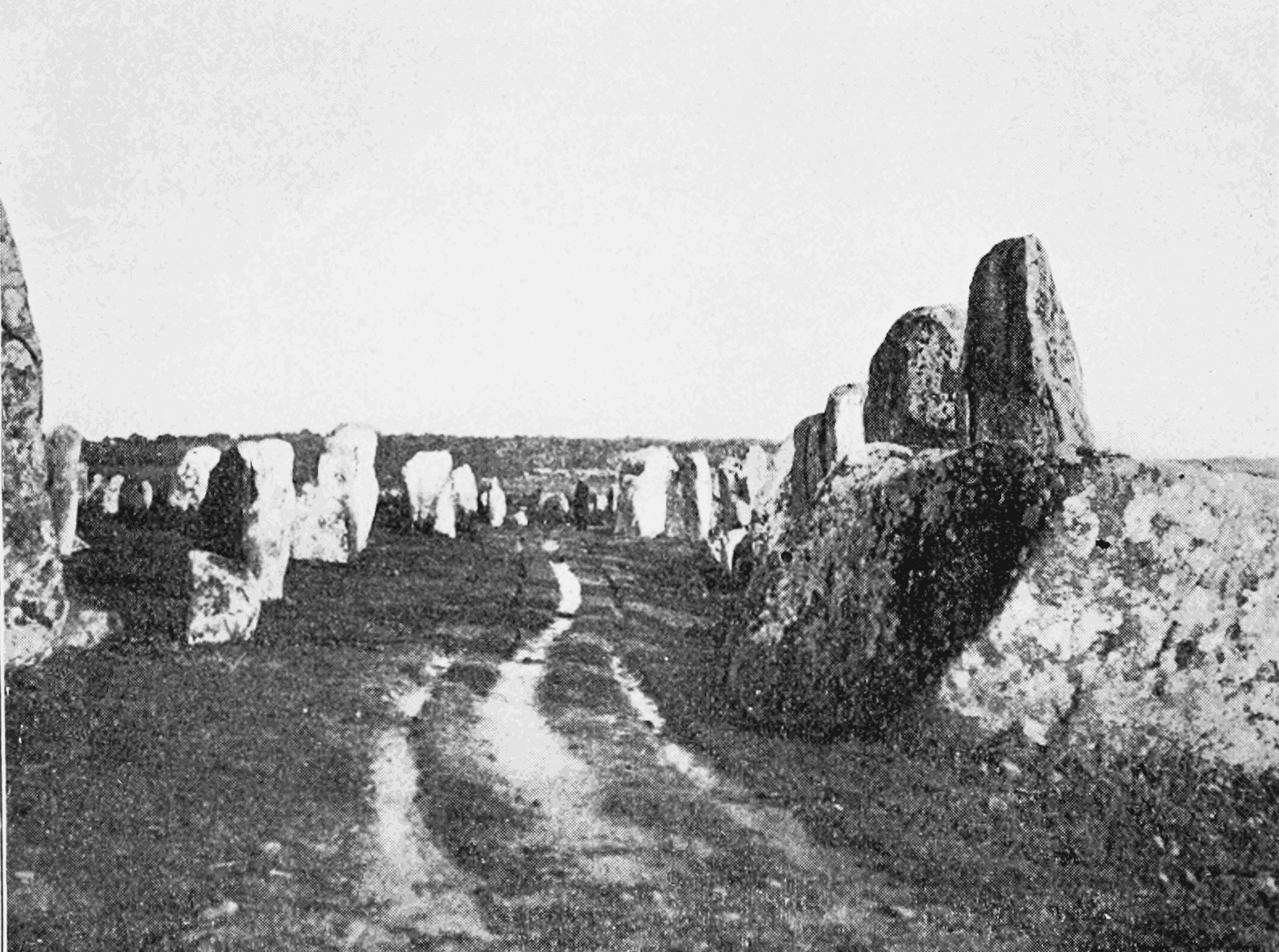
A carnaci kősorok egy 1905-ben készült fényképen

A carnaci kősorok először a 18. század közepén keltették fel a tudósok érdeklődését. Az első rajzokat Paul Cristophe de Robien márki, a breton parlament elnöke készítette a Kermario mező kősorairól. Feltételezése szerint a kősorok vagy Caesar táborának maradványai voltak az i. e. 1. századból, vagy ismeretlen korú sírsztélék. Az első feltételezést osztotta Royen de La Sauvagere is, aki a király főmérnöke volt. Sauvagere rajzokat készített a menhírek mezőkön belüli elhelyezkedéséről, ahol igyekezett arányosan ábrázolni a kövek közötti távolságokat. Ezenkívül megszámolta a megmaradt köveket – ekkor még több mint négyezret talált –, és megkísérelte megbecsülni az egyes darabok súlyát. A legnagyobbakat nyolcvantonnásra becsülte.
A 18. század végén és a 19. század elején a kutatók nem mindig törekedtek a valós arányok megjelenítésére, például Jacques de Cambry 1805-ben kiadott, a keltákról szóló könyvében található rajzon a menhíreket eredeti méretükhöz képest sokkal nagyobbnak ábrázolták. A kősorokról az első igazán méretarányos rajzokat 1832-ben készítették.

### 19. század
1830-ban a francia állam tervet dolgozott ki kulturális örökségének védelmére. 1837-ben elkezdtek összeállítani egy listát a megóvásra érdemes műemlékekről. Carnac 1840-ben került fel a listára. 1879-ben az oktatásügyi és kulturális miniszter egy albizottságot hozott létre az ország történelem előtti lelőhelyeinek védelmére, és Henri Martint nevezte ki a bizottság élére. Három hónappal később részletes lista jelent meg a helyszínekről, és az állam 1881 és 1889 között fokozatosan felvásárolta az érintett területeket. 
1864 és 1872 között szisztematikusan felmérték a mezőket, újabb rajzokat készítettek a kövek elhelyezkedéséről, és feltüntették pontos méretüket is. Ezek a feljegyzések, amelyek jelenleg Londonban és Oxfordban találhatók, azért rendkívül értékesek, mert azóta számos követ felállítottak.
1873-ban Henri de Cleuziou hivatalos megbízást kapott a mezők tanulmányozására. Újabb rajzokat készített, köztük metszetrajzokat, ezenkívül igyekezett a Kerlescan mezőt madártávlatból is ábrázolni. Munkáját az 1887-ben megjelent, „Az ember teremtése” című könyvében publikálta. A kutatók ekkor kezdtek el figyelmet fordítani a kősorok tájolására. 
A területen az első ásatásokat egy régészet iránt is érdeklődő skót utazó, James Miln végezte 1877 és 1878 között, aki a Kermario mezőre összpontosította kutatásait. A modern régészet egyik előfutáraként gondosan feljegyezte minden lelet pontos lelőhelyét és feltárásának körülményeit. Ezenkívül részletesen leírta a mezőn található összes menhir jellegzetességeit. Feljegyzéseit 1881-ben publikálta. Kiemelt figyelmet fordított számos római kori cserépmaradványra, amely a „római tábor” feltételezést erősítette, viszont Miln egyértelműen el tudta különíteni a római kori rétegeket a korábbi neolitikus rétegektől.A menhireket körülvevő neolitikus korból származó leleteket tartalmazó rétegek vastagsága változó, az ásatás során cserépmaradványok, örlőkövek darabjai, pengék, kaparók, nyílhegyek szakócák és baltafejek kerültek elő.
A Kermario mező délnyugati végén elhelyezkedő sírkamrában egy csiszolt, diorit baltát, barna cseréptöredékeket, kristályos palából készült kőszerszámokat és egy szintén diorit őrlőkövet találtak. A leletek alapján Miln volt az első, aki felismerte, hogy a kősorok és a dolmenek nagyjából egy időben épültek.
Miln halálakor jelentős leletgyűjteményt hagyott hátra, amelyek számára róla elnevezett múzeumot építettek. A mai nevén Musée de Préhistoire megnyitására 1882-ben került sor. Ugyanebben az évben jelent meg Felix Gaillard amatőr régész illusztrált útikönyve a kősorokról.
1883 és 1887 között állami megbízásra Gaillard végezte el a kősorok első állagmegóvási munkáit. Később Zacharie Le Rouzic, Miln tanítványa folytatta a munkát, elődjénél is nagyobb figyelmet fordítva a részletekre. Minden, a kősorokkal kapcsolatos munkáról részletes feljegyzést készített, és vörös festékkel jelölte meg azoknak a köveknek az alját, amelyeket felállítottak.

### 20. század

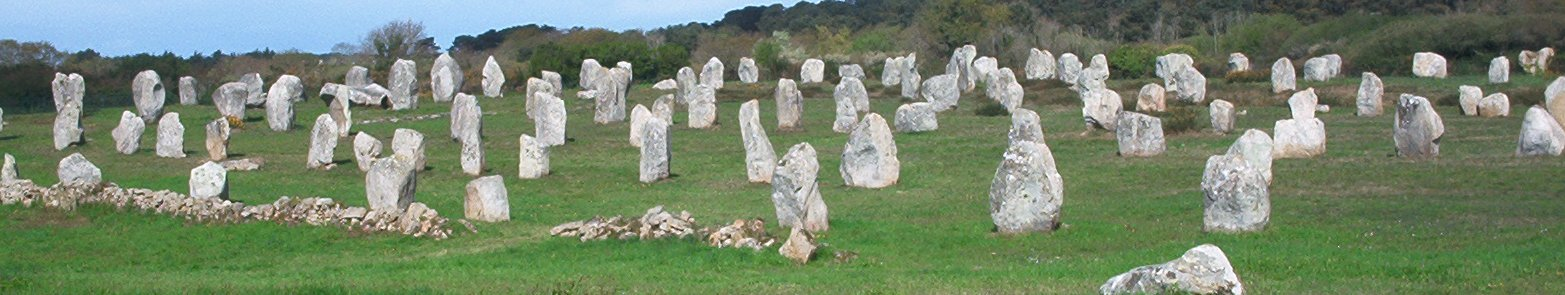
A carnaci kősorok egy részlete

A 19. század végére elkészültek a menhirek első katalógusai, nagyrészt Gabriel és Adrien de Mortillet rajzai alapján. Ezeket hamarosan nagyszámú fénykép követte, amelyekből képeslapokat készítettek. 1900 és 1926 között több mint ezerkétszáz képeslapot nyomtattak, amelyek azért kiemelkedő jelentőségű emlékek, mert segítségükkel pontos képet lehet alkotni arról, hogy a kősorokat milyen környezet vette körül.
1904-ben kezdődött el a mezők újabb, tudományos módszerekkel való felmérése. A tájolással kapcsolatos méréseket Sir Norman Lockyer brit csillagász végezte el 1906 és 1909 között.
A mező északnyugati részén található Le Manio II. néven ismert halomsír területén Le Rouzic és egy Carnacba költözött házaspár, Marthe és Saint-Just Péquart végzett ásatásokat 1922 és 1926 között. A sír mellett felállított hatalmas menhir tövében két kőládát tártak fel, amelyekben vázákat, kovakő nyílhegyeket és őrlőköveket találtak. A leletekből kiderült, hogy a halomsír régebbi, mint a kősorok, ami egyértelműnek tűnik abból is, hogy a sorok a sír tetején helyezkednek el. Le Rouzic 1933-ban újabb hivatalos állami megbízást kapott a lelőhely megóvására, és 1939-ben bekövetkezett haláláig a területen dolgozott.
1970 és 1976 között Alexander Thom, az Oxfordi Egyetem nyugalmazott professzora méréseket végzett a mezőkön, és megpróbálta meghatározni azokat a mértékegységeket, amelyeket az építkezéshez használtak. Feltételezése szerint az úgynevezett megalitikus yard 0,829 méter, a megalitikus öl 2,073 méter lehetett. Bebizonyította, hogy a mezőkön minden sor és minden kő egy bizonyos hibahatáron belül egy megalitikus ölre van egymástól. Valószínűsíthető, hogy a mezők végén álló elkerített területek körvonalait ennek az ölnek a megtöbbszörözésével jelölték ki.
A 20. század végén újabb felméréseket végeztek, és ismét megszámolták a még helyükön lévő köveket. Napjainkban az eredeti helyükön található kövek száma körülbelül 2730. Jelenleg is újabb, a korábbinál kiterjedtebb kutatásokat végeznek a környéken, és más leleteket is igyekeznek kapcsolatba hozni a kősorokkal. A látogatók számának ugrásszerű növekedése veszélyeztetni kezdte a kövek stabilitását, és egyenetlenségeket okozott az azokat körülvevő talajban. 1990-ben új programot dolgoztak ki a terület megóvására, és a korlátozták a kősorok közvetlen közelébe engedett turisták számát.

## A kősorokhoz kapcsolódó legendák
A kősorok mindig is érdekelték a helyi lakosokat, és tudományos magyarázat hiányában a  kövekhez az évszázadok során számos legenda kapcsolódott. Ezek közül a legnépszerűbbek: 
- a kősorok egy gall temető sírkövei, a gazdag embereket temették a nagyobb, a szegényebbeket a kisebb kövek alá.
- amikor a 3. században Szent Kornél pápa római katonák elől menekült és nem talált hajót, visszafordult, és a katonákat kővé változtatta.
- a kövek tövében kincseket ástak el, de amikor egy napon az egyiket feldöntötték, a kincsek elpárologtak.
- az egyik magas menhir egy kővé vált fiatalember, aki egy gazdag család egyetlen fia volt, de egész örökségét elherdálta, ezért az istenek kővé változtatták.
- a kövek hasadékaiban törpék élnek, akik olyan erősek, hogy képesek a sziklákat kimozdítani a helyükről.

## A mezők jellemzői

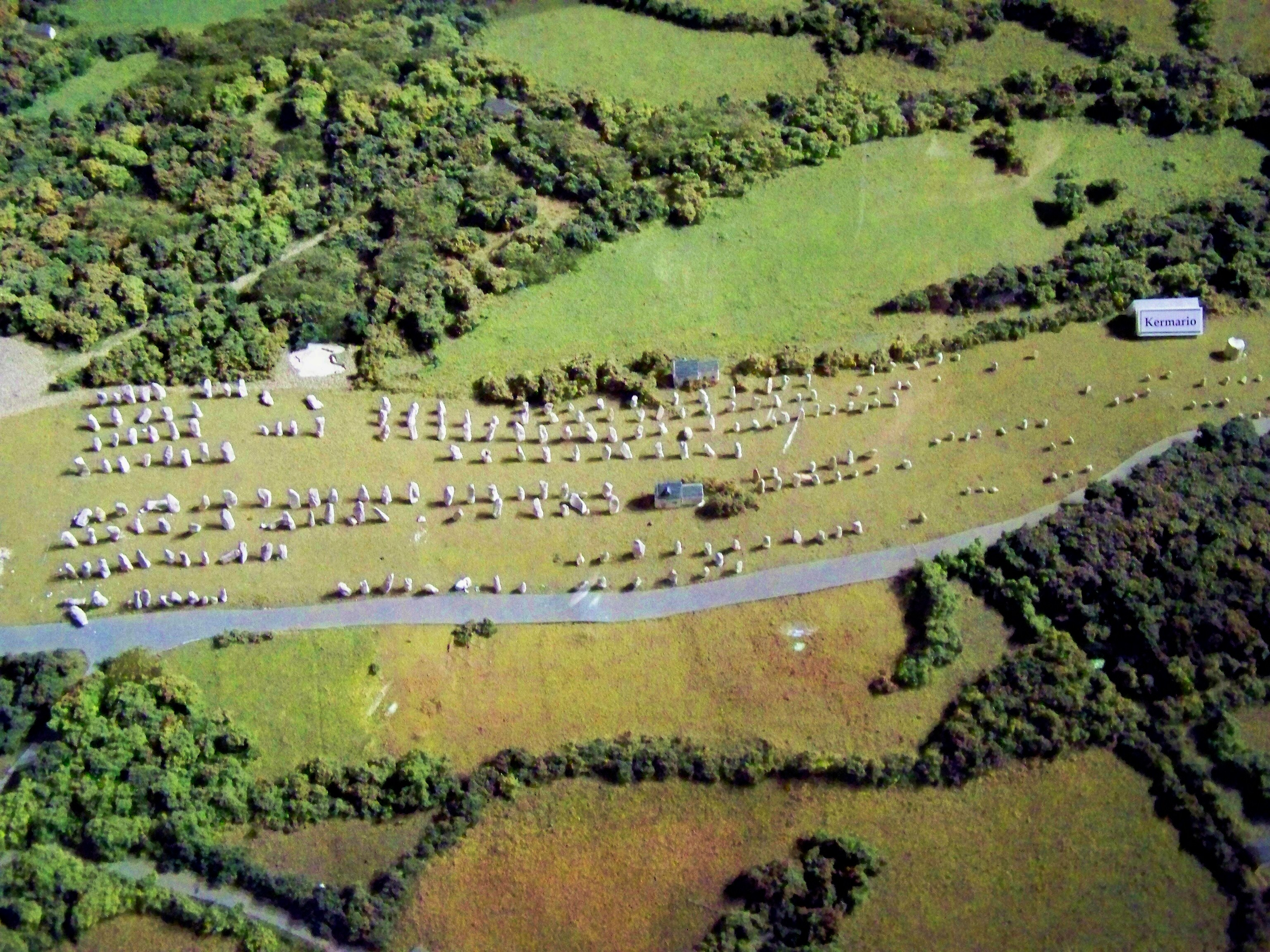
A Kermario mező kősorai

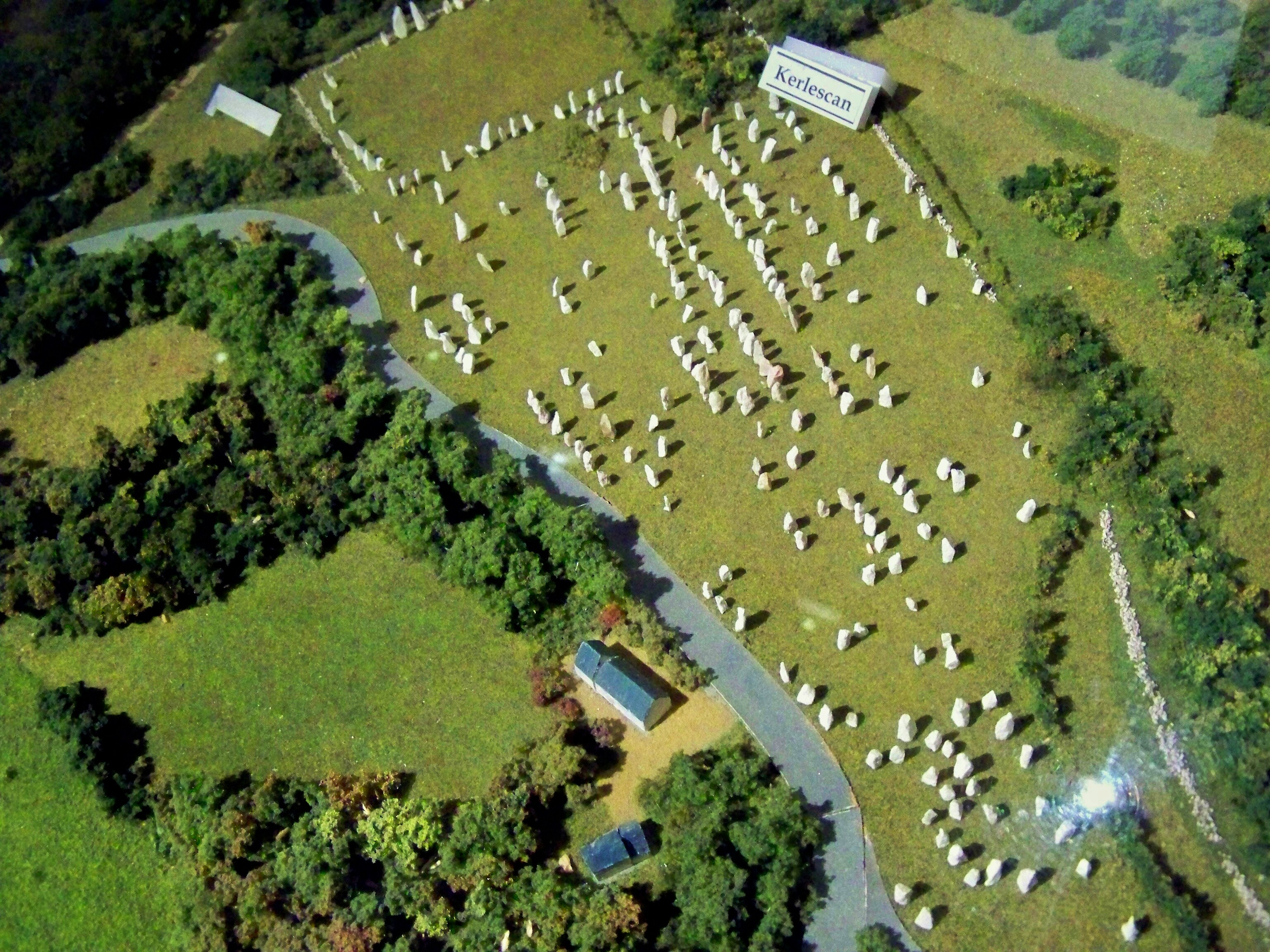
A Kerlescan mező kősorai

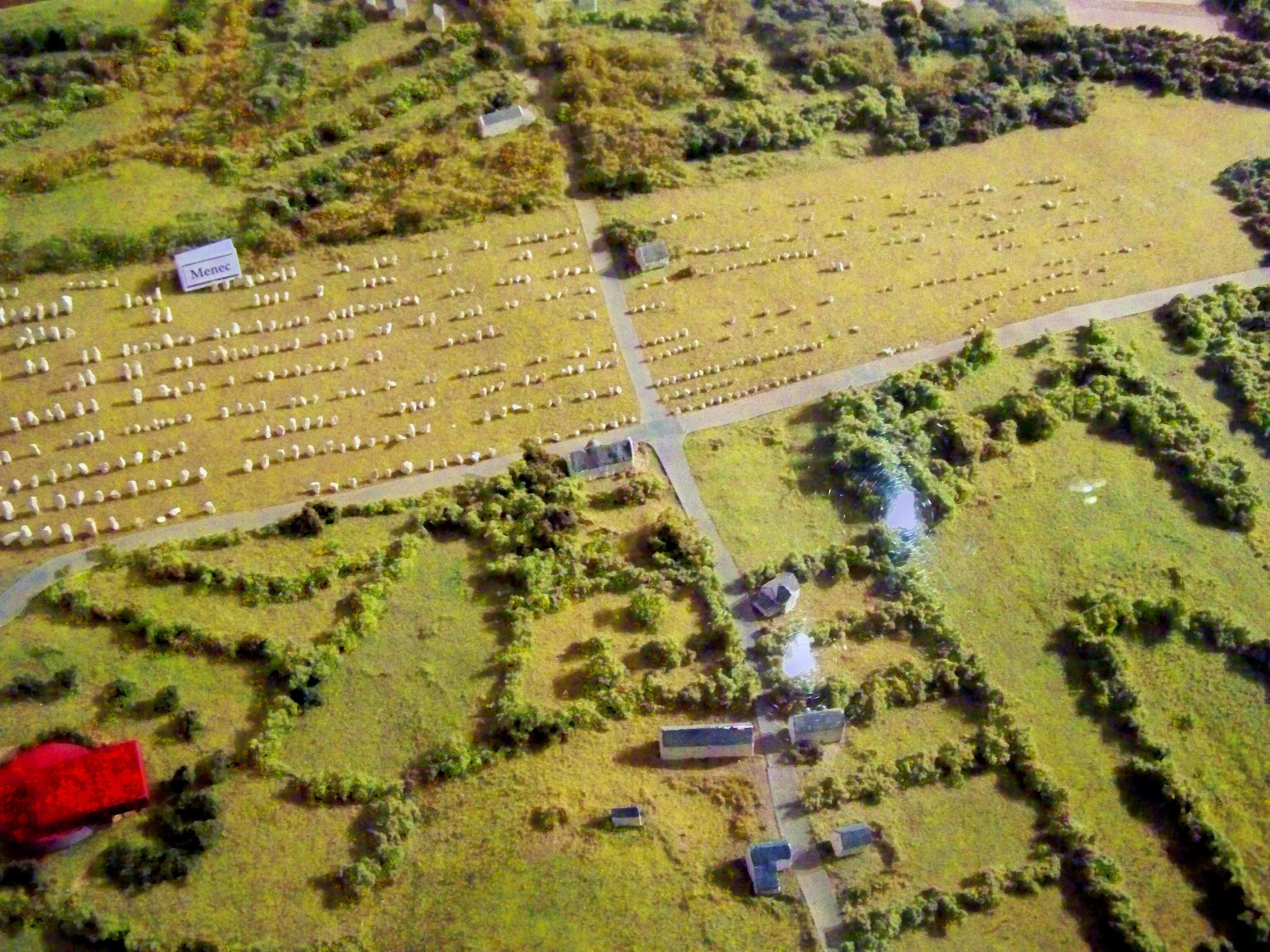
A La Menec mező kősorai

### Datálás
A carnaci kősorokat i. e. 4000 körül emelték, nem pedig i. e. 2000 körül, ahogy korábban feltételezték. A datálást a menhirek tövében talált leletek radiokarbonos meghatározása alapján végezték el. Az eredményeket dendrokronológiai módszerrel ellenőrizték, ezenkívül a cserépmaradványokat termolumineszcencia módszerrel is vizsgálták. A menhireket felállító helyi népességről kevés antropológiai ismerettel rendelkezünk, főleg azért, mert a területre a savas talaj jellemző, amely feloldja a csontokat. Ebből a korból származó emberi maradványokat a Finistere megyében lévő La Torche-en-Ploemeur megalitikus sírban tártak fel.

### A mezők szerkezete
A carnac melletti három mező közelében még négy kisebb jelentőségű, szintén kősorokból álló mező található, ezek a Le Petit-Ménec, az Erdeven, a Sainte-Barbe és a Le Moulin. Mind a hét mező hasonló jellegzetességet mutat. A kősorok többé-kevésbé párhuzamosan futnak és  megközelítőleg kelet-nyugat irányba tájoltak. Minden mező nyugati vége felé a kövek egyre magasabbak lesznek. A mező nyugati végén a talajszint megemelkedik, és egy ovális vagy négyszög alakú körbezárt területben végződik. A mezőket úgy alakították ki, hogy a nap járása során a napsugarak követik a kősorok vonalát, majd napnyugtakor a magasabban fekvő zárt területet világítják meg. A kősorok feltehetően felvonulási utak voltak, ahol a menet nyugati irányba, egy szent hely felé haladt. Az ásatások során ezeken a körbezárt területeken kőládákban elhelyezett emberi maradványokat és cserépedényeket tártak fel. Elképzelhető, hogy  ezeken a helyeken neolitikus templomok álltak.

### A kősorok felállításának folyamata
Egy megalit felállításához nem szükséges nagy fizikai erő, azonban ilyen kiterjedésű kősorok építéséhez elengedhetetlen volt az építők magas szintű szervezettsége és egy bizonyos mértékű társadalmi tagozottság. Szükség volt egy karizmatikus vezetőre, aki kezdeményezte az építkezést és megszervezte a munkát. A megalitok felállításához több száz ember munkaereje kellett, ebből következik, hogy a helyi lakosság létszáma több ezer fő lehetett.
A kősorok anyaga helyben bányászott szemcsés gránit. A gránittömbök a szemcsék mérete és összetételük alapján három csoportba oszthatók, így beazonosíthatók, hogy melyik köveket bányászták ugyanazon a helyen. 
A kövek túlnyomó többségének többé-kevésbé hasáb alakja van, viszont egyes darabok formája eltér a többitől. Ennek az a magyarázata, hogy a tömbök kitermelésekor kihasználták a kőzet természetes repedéseit. Esetenként a horizontális és vertikális repedések természetes menhireket alakítottak ki, amelyeket csak ki kellett emelni, más esetekben a kitermeléshez a repedéseket ki kellett szélesíteni. 
A menhireket nem kellett nagy távolságra szállítani, viszont a nagyobb köveknél, amelyek között vannak több mint harminctonnásak is, ez a viszonylag kis távolság is komoly technikai tudást igényelt. Egy ilyen kő esetén a szállításhoz több száz ember erejére volt szükség. Egy 1979-ben végzett kísérlet során egy harminckét tonnás követ kétszáz ember egy nap alatt száz méter távolságra tudott elszállítani. Az átlagos méretű kövek mozgatása fából készült görgők és kötél segítségével történhetett, ami nem igényelt komolyabb erőkifejtést. 
A menhirek számára gödröket ástak, amelyekbe felajánlásokat helyeztek el az isteneknek valamilyen avatási szertartás keretében. A kövek felállításának legkritikusabb szakasza az lehetett, amikor a köveket belecsúsztatták ezekbe a gödrökbe. Ehhez valószínűleg rámpákat használtak. Utána a gödröket kisebb kövekkel töltötték fel, így igyekeztek a menhireket kitámasztani. Az ásatások során a még álló kövek esetében részlegesen, a feldőlt köveknél teljesen feltárták a gödröket, és számos leletet találtak, köztük kovakő nyílhegyeket, cserépmaradványokat, kovakő szerszámokat, csiszolt kőbaltákat és őrlőköveket.

### A kősorok jelenlegi állapota
Egy helyi szakemberek által végzett felmérés eredményeiből kiderül, hogy a kövek fele jó állapotban van és eredeti helyén áll. Az időjárási tényezők jelentősen átalakították a kövek formáját, leginkább az évenkénti átlagosan 735 milliméter csapadék. Az esővíz barázdákat vágott a kövekbe, amelyeket belepte a moha. Ezek a barázdák a kövek tetején és déli oldalán jelennek meg. Az összegyűlt esővíz tócsákat alakított ki a kövek tövénél, és a szemcsék egy részének leválását okozta, az uralkodó szélirány miatt a kövek déli és nyugati oldalán. Ez a fajta erózió bizonyítja, hogy az egyes kövek még eredeti helyükön állnak. 
A menhirek egy részén éles tárgyak nyomai láthatók, feltehetően a korábbi évszázadokban a látogatók próbáltak levágni darabokat egyes kövekből. Az ilyen sérül kövek száma nem túl nagy, így feltételezhető, hogy a menhirek legnagyobb része megőrizte eredeti alakját.

### A Kerlescan mező

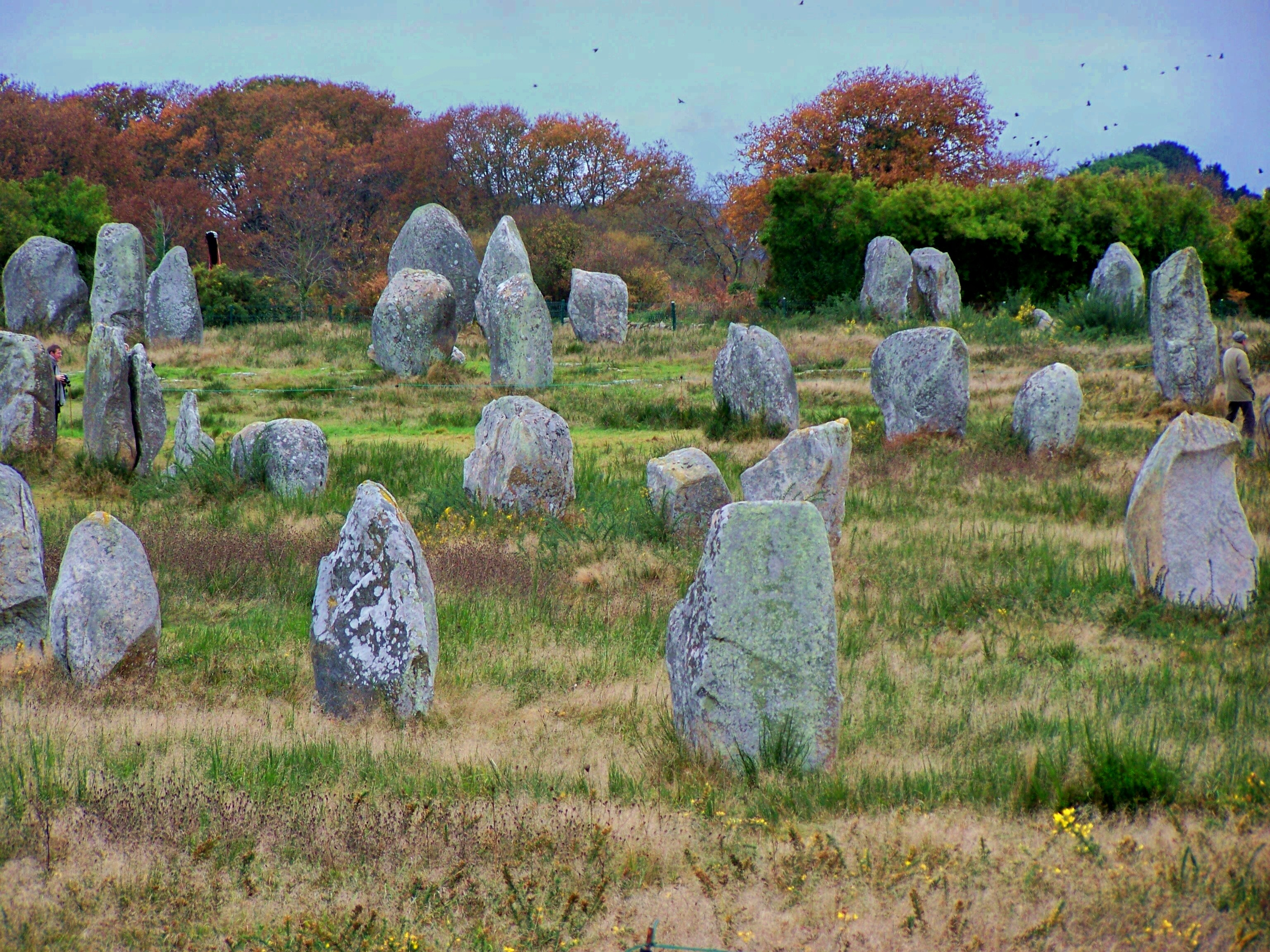
A La Menec mező részlete

A háromszázötven méter hosszú Kerlescan mező tizenhárom kősora 579 menhirből áll. A mező nyugati végén egy nyolcvan méter hosszú, kilencven méter széles területet nagyjából kétméteres kövek vesznek körbe, északi sarkában egy jóval nagyobb méretű  „lezáró” menhirrel. Feltételezhetően a mezőhöz tartozott még a négyszáz méterre nyugatra található La Manio „Óriás” menhir, és a mezőtől nyugatra egy oldalsó bejáraton keresztül megközelíthető sír is.

### A Kermario mező
Az északkelet-délnyugat irányba tájolt Kermario mező a legnagyobb kiterjedésű. A mezőn található tíz, többé-kevésbé párhuzamos kősor több mint egy kilométer hosszan terül el, és 982 menhirből áll. A mező nyugati végénél a talajszint megemelkedik, ezen a helyen a kövek is magasabbak. Mellette a  másik két mezőhöz hasonlóan egy négyszög alakú, nagyméretű menhirekkel körbezárt terület lehetett, azonban napjainkra ez teljesen elpusztult. A 19. században még a helyszínen voltak a darabjai, ezt bizonyítja, hogy James Mils egy 1881-ben készült vázlatán a kérdéses helyen egy kőhalom szerepel.

### A Le Menec mező
A Le Menec mező kősorai 950 méter hosszan terülnek el, és összesen 1169 menirből állnak.A kősorokat itt is északkelet-délnyugat irányba tájolták. A mező nyugati végén egy ovális, kilencven méter széles és 70 méter hosszú területen modern házak állnak, amelyeket hetvenegy menhir vesz körbe. A La Menec-i „Óriás”, egy három és fél méter magas menhir, az ovális terület északi részénél áll, és valószínűleg korábban állították fel, mint a kősorokat.